# Região Estocolmo
A Região Estocolmo (em sueco: Region Stockholm;  PRONÚNCIA DE STOCKHOLM) é uma autarquia regional - responsável pela saúde, transportes públicos, infraestrutura,  cultura e desenvolvimento regional – na área geográfica do condado da Estocolmo.

É constituída pelas 26 comunas do condado, com uma área total de 6 514 km² e uma população de 2 455 171 habitantes (2024).

## Áreas de responsabilidade
Tem como função principal a definição de políticas e a gestão dos serviços de saúde e dos transportes públicos. Além disso, participa no planeamento geral da região, e dá apoio a algumas instituições culturais da mesma região.

### Assistência médica
Entre as várias áreas de atividade estão o Hospital Universitário Karolinska (em Solna e Huddinge), os centros de saúde locais, as clínicas de dentistas locais (Folktandvård),

#### Hospitais
Entre os hospitais tutelados ou geridos pela Região Estocolmo estão:
- Hospital Universitário Karolinska (Karolinska universitetssjukhuset; em Solna e Huddinge)
- Hospital do Sul (Södersjukhuset)
- Hospital de Danderyd (Danderyds sjukhus)
- Hospital de Södertälje (Södertälje sjukhus)
- Hospital de Norrtälje (Norrtälje sjukhus)
- Hospital Oftalmológico de São Érico (S:t Eriks ögonsjukhus)
- Hospital de Löwenström (Löwenströmska lasarettet)

### Transportes públicos
A Região Estocolmo é responsável  pelos transportes públicos na região, tanto terrestres como marítimos.

- Transportes públicos da Grande Estocolmo (Storstockholms lokaltrafik)
- Companhia de navegação local  Waxholmsbolaget.

### Instituições culturais regionais
- Real Orquestra Filarmónica (Kungliga Filharmoniska Orkestern)
- Museu do Condado de Estocolmo (Stockholms läns museum)
- Sala de Concertos de Estocolmo (Konserthuset Stockholm)

## Organização política da região

As "Regiões político-administrativas" da Suécia
AB – Região Estocolmo

As região constitui um nível intermédio entre o estado (staten) e os municípios (kommunerna) do condado.

### Órgão político e administrativo regional
A Região Estocolmo é dirigida por uma assembleia regional (regionfullmäktige), composta por 149 deputados regionais eleitos por 4 anos.

Esta assembleia elege por sua vez um governo regional executivo (regionstyrelse), constituído por 19 desses deputados, tanto da maioria política como da oposição.

Tem 14 conselheiros regionais (regionråd), eleitos pela Assembleia Regional (regionfullmäktige). Trabalham a tempo inteiro, e são responsáveis pela preparação e implementação das decisões políticas.

### A região e o condado
A Região Estocolmo coexiste dentro do Condado de Estocolmo com o ”Conselho Administrativo do Condado de Estocolmo” (Länsstyrelsen Stockholm).

Enquanto que a região é um órgão político - eleito pelos cidadãos - responsável pela saúde, transportes públicos e desenvolvimento regional, o ”Conselho Administrativo do Condado de Örebro” é um órgão local do estado, com a missão de executar nesse mesmo condadoas tarefas administrativas do estado - defesa civil, assistência social, proteção do ambiente e realização de eleições gerais, etc... 

### A região na União Europeia
No âmbito da União Europeia, a Região Estocolmo exerce as suas funções no território consignado ao Condado de Estocolmo, o qual é uma unidade estatística do tipo (Nuts 3).